# The Other Side of Fear
The Other Side of Fear is een single uit 2025 van de Amerikaanse rockband Edge of Paradise, afkomstig van het album Prophecy.

## Achtergrond en beschrijving
In het nummer staat het thema angst centraal. In eerste instantie wordt stilgestaan bij donkere gedachten en de vraag gesteld of het ideaalbeeld van het leven daardoor verdwenen is. Vervolgens wordt aangemoedigd om alles los te laten (create, destroy, lose what is not yours), de spiegel van het verleden die de luisteraar zichzelf voorhoudt kapot te slaan (smash the mirror of the past) en plezierige momenten te creëren (jump higher, have fun), om zo over diens angst heen te stappen (on the other side of fear, build your world). Zangeres Margarita Monet vatte de tekst als volgt samen:
“It’s about breaking through the mental walls we build.”

## Videoclip
De videoclip wordt gekenmerkt door de vele fragmenten (en een paar gastrollen in de hoofdscènes) van fans, variërend van jong tot oud. Zij hebben het woord fear, of een specifieke angst, op een briefje geschreven en verscheuren dat. In het midden van de videoclip vertelt een fan over wat angst met een mens doet en waarom het een ieder niet zou moeten tegenhouden. Vervolgens neemt de clip een opvallende wending: het gitaarspel gaat over van gitarist Dave Bates naar twee jonge fans, die ook de gitaarsolo voor hun rekening nemen (nadat Bates die eerder al had uitgevoerd), en het refrein wordt eenmaal bezongen door een andere jonge fan. Margarita Monet sluit de videoclip af.

De regie van de clip lag in handen van Margarita Monet en Julian Santiesteban. Door de vele fanfragmenten en -scènes duurt de videoclip ruim twee keer zo lang als de single.